# バンタム級
バンタム級（バンタムきゅう、英: bantamweight）は、ボクシングなどの格闘技で用いられる階級の1つ。「バンタム」とは、小型種のニワトリ（チャボなど）の呼称に由来する。

## ボクシング
プロボクシングでの契約ウェートは、115～118ポンド (52.163～53.524kg) 。スーパーフライ級とスーパーバンタム級の間の階級であり、全17階級中5番目に軽い階級。
アマチュアボクシングでは、男子52～56kg、女子51～54kg。
初代世界王者はカナダのジョージ・ディクソン。
日本人として初めて同級世界王座を獲得したのはファイティング原田（笹崎）で、フライ級に続き2階級を制覇した。アマチュアでは1964年の東京オリンピックで桜井孝雄が金メダルを獲得した階級であり、プロでもデビューから全勝でWBA世界王座に挑戦し（引分で獲得ならず）、OBF東洋王座を獲得。1994年12月には正規王者薬師寺保栄（松田）と暫定王者辰吉丈一郎（大阪帝拳）による史上初の日本人世界王者同士のWBC王座統一戦が行われた。2022年12月には、井上尚弥がアジア人並びに同階級では初となる主要四団体統一王者となった。女子では天海ツナミ（山木）がJBC女子解禁後にJBC非公認のIFBA王座を獲得している。JBC公認としてはミニフライ級（当時）・スーパーフライ級の2階級制覇者だった藤岡奈穂子（竹原&畑山）がこの階級でJBC公認初の女子世界王座3階級制覇を達成した。
この階級の世界王座最多防衛記録はオルランド・カニザレス（アメリカ合衆国 / IBF）の16度、女子はマリアナ・フアレス（メキシコ / WBC）の7度。日本の選手の最多防衛記録は、山中慎介（帝拳 / WBC）の12度、女子は藤岡奈穂子（竹原&畑山 / WBO）の1度。

## 総合格闘技
総合格闘技での契約ウェートは、125 - 135ポンド (56.699 - 61.235キログラム) 。フライ級とフェザー級の間の階級であり、全14階級中3番目に軽い階級。ネバダ州アスレチック・コミッションおよびボクシング・コミッション協会により規定されている階級である。
- RIZINでは、61.0kg契約と規定している。
- DREAMでは、61.0kg契約と規定していた。

## ムエタイ
ムエタイでの契約ウェートは、115 - 118ポンド (52.163 - 53.524キログラム) 。スーパーフライ級とスーパーバンタム級の間の階級であり、全19階級中5番目に軽い階級。世界ムエタイ評議会により規定されている。

## レスリング
レスリングでかつてバンタム級と呼ばれたものは、現在の55kg級に当たる。女子では51kg級をバンタム級と呼ぶ場合もある。